# Tuffi ai Giochi della XV Olimpiade - Piattaforma maschile
La competizione della piattaforma maschile  di tuffi ai Giochi della XV Olimpiade si è svolta nei giorni 31 luglio e 1º agosto 1952 allo stadio olimpico del nuoto di Helsinki.

## Programma
| Data           | Round          | Note                                    |
| -------------- | -------------- | --------------------------------------- |
| 31 luglio 1952 | Qualificazioni | 6 tuffi liberi. I migliori 8 in finale. |
| 1º agosto 1952 | Finale         | 4 tuffi liberi.                         |

## Risultati

### Qualificazioni
| Pos. | Atleta                | Nazione          | Punteggio singoli tuffi | Punteggio singoli tuffi | Punteggio singoli tuffi | Punteggio singoli tuffi | Punteggio singoli tuffi | Punteggio singoli tuffi | Totale |
| Pos. | Atleta                | Nazione          | 1º                      | 2º                      | 3º                      | 4º                      | 5º                      | 6º                      | Totale |
| ---- | --------------------- | ---------------- | ----------------------- | ----------------------- | ----------------------- | ----------------------- | ----------------------- | ----------------------- | ------ |
| 1    | Samuel Lee            | Stati Uniti      | 14,63                   | 13,60                   | 14,25                   | 13,43                   | 18,17                   | 12,30                   | 86,38  |
| 2    | Joaquín Capilla Pérez | Messico          | 9,15                    | 13,26                   | 14,06                   | 9,38                    | 15,33                   | 17,28                   | 78,46  |
| 3    | Günther Haase         | Germania         | 11,68                   | 13,68                   | 12,24                   | 10,72                   | 12,60                   | 14,49                   | 75,41  |
| 4    | John McCormack        | Stati Uniti      | 11,84                   | 12,16                   | 10,83                   | 16,33                   | 13,60                   | 10,50                   | 75,26  |
| 5    | Alberto Capilla       | Messico          | 9,75                    | 11,56                   | 12,24                   | 8,85                    | 15,64                   | 14,91                   | 72,95  |
| 6    | Rodolfo Perea         | Messico          | 9,75                    | 11,73                   | 12,54                   | 10,05                   | 13,86                   | 14,95                   | 72,88  |
| 7    | Aleksandr Bakatin     | Unione Sovietica | 11,52                   | 11,52                   | 12,06                   | 13,00                   | 12,54                   | 11,22                   | 71,86  |
| 8    | Roman Brener          | Unione Sovietica | 11,80                   | 12,54                   | 11,16                   | 10,71                   | 11,20                   | 13,60                   | 71,01  |
| 9    | John Collier Calhoun  | Stati Uniti      | 7,41                    | 14,44                   | 11,40                   | 10,20                   | 11,13                   | 15,64                   | 70,22  |
| 10   | Fritz Geyer           | Germania         | 12,73                   | 12,78                   | 9,24                    | 8,10                    | 15,87                   | 10,92                   | 69,64  |
| 11   | Thomas Christiansen   | Danimarca        | 9,92                    | 12,35                   | 11,02                   | 9,00                    | 12,78                   | 14,03                   | 69,10  |
| 12   | Peter Heatly          | Gran Bretagna    | 12,73                   | 11,56                   | 11,78                   | 11,39                   | 11,52                   | 8,80                    | 67,78  |
| 13   | Birger Kivelä         | Finlandia        | 11,52                   | 10,80                   | 10,62                   | 10,20                   | 12,20                   | 11,97                   | 67,31  |
| 14   | Ahmed Kamel Aly       | Egitto           | 12,06                   | 10,71                   | 8,80                    | 12,16                   | 13,92                   | 8,54                    | 66,19  |
| 15   | Jacob Gjerding        | Danimarca        | 10,45                   | 9,54                    | 11,52                   | 8,26                    | 11,16                   | 14,95                   | 65,88  |
| 16   | Toivo Öhman           | Svezia           | 9,92                    | 12,16                   | 9,00                    | 8,64                    | 11,16                   | 14,49                   | 65,37  |
| 17   | Raymond Mulinghausen  | Francia          | 9,92                    | 10,88                   | 9,54                    | 11,21                   | 11,05                   | 12,42                   | 65,02  |
| 17   | Mikhail Chachba       | Unione Sovietica | 12,16                   | 12,54                   | 9,36                    | 10,20                   | 10,56                   | 10,20                   | 65,02  |
| 19   | Anthony Turner        | Gran Bretagna    | 12,16                   | 8,82                    | 11,34                   | 11,56                   | 7,35                    | 13,11                   | 64,34  |
| 20   | Werner Sobeck         | Germania         | 9,28                    | 13,11                   | 6,12                    | 11,70                   | 10,72                   | 13,34                   | 64,27  |
| 21   | Francis Thomas Murphy | Australia        | 8,64                    | 8,70                    | 10,54                   | 11,02                   | 11,40                   | 13,80                   | 64,10  |
| 22   | Franz Worisch         | Austria          | 12,35                   | 10,83                   | 10,80                   | 7,84                    | 8,55                    | 12,65                   | 63,02  |
| 23   | Mohamed Fakhry Abbas  | Egitto           | 9,76                    | 9,69                    | 11,59                   | 11,05                   | 9,24                    | 11,59                   | 62,92  |
| 24   | Julius Janowsky       | Austria          | 12,20                   | 9,76                    | 8,40                    | 8,64                    | 11,05                   | 12,60                   | 62,65  |
| 25   | Kamal Ali Hassan      | Egitto           | 10,72                   | 9,18                    | 10,80                   | 11,22                   | 6,46                    | 12,65                   | 61,03  |
| 26   | Lamberto Mari         | Italia           | 9,76                    | 7,60                    | 9,72                    | 11,22                   | 10,80                   | 11,34                   | 60,44  |
| 27   | Kurt Liederer         | Austria          | 9,31                    | 10,20                   | 9,86                    | 10,44                   | 11,40                   | 9,00                    | 60,21  |
| 28   | Richard Arie          | Brasile          | 9,44                    | 9,18                    | 13,57                   | 9,35                    | 9,86                    | 8,00                    | 59,40  |
| 29   | Katsuichi Mori        | Giappone         | 10,07                   | 11,05                   | 7,92                    | 11,56                   | 4,48                    | 13,57                   | 58,65  |
| 30   | Yoav Ra'anan          | Israele          | 12,81                   | 10,83                   | 10,45                   | 7,48                    | 9,54                    | 7,04                    | 58,15  |
| 31   | Heinz Schaub          | Svizzera         | 11,59                   | 9,01                    | 8,36                    | 7,28                    | 10,80                   | 7,36                    | 54,40  |

### Finale
| Pos.    | Atleta                | Nazione          | Qualificazione | Punteggio singoli tuffi | Punteggio singoli tuffi | Punteggio singoli tuffi | Punteggio singoli tuffi | Totale |
| Pos.    | Atleta                | Nazione          | Qualificazione | 1º                      | 2º                      | 3º                      | 4º                      | Totale |
| ------- | --------------------- | ---------------- | -------------- | ----------------------- | ----------------------- | ----------------------- | ----------------------- | ------ |
| Oro     | Samuel Lee            | Stati Uniti      | 86,38          | 16,38                   | 18,40                   | 15,12                   | 20,00                   | 156,28 |
| Argento | Joaquín Capilla Pérez | Messico          | 78,46          | 16,79                   | 14,74                   | 18,72                   | 16,50                   | 145,21 |
| Bronzo  | Günther Haase         | Germania         | 75,41          | 17,28                   | 16,79                   | 15,33                   | 16,50                   | 141,31 |
| 4       | John McCormack        | Stati Uniti      | 75,26          | 15,75                   | 16,17                   | 17,76                   | 13,80                   | 138,74 |
| 5       | Alberto Capilla       | Messico          | 72,95          | 12,32                   | 16,32                   | 19,25                   | 15,60                   | 136,44 |
| 6       | Rodolfo Perea         | Messico          | 72,88          | 11,28                   | 14,52                   | 15,60                   | 14,00                   | 128,28 |
| 7       | Aleksandr Bakatin     | Unione Sovietica | 71,86          | 8,32                    | 15,00                   | 14,88                   | 16,80                   | 126,86 |
| 8       | Roman Brener          | Unione Sovietica | 71,01          | 13,75                   | 15,36                   | 12,96                   | 13,23                   | 126,31 |